# Maresches
Maresches település Franciaországban, Nord megyében. Lakosainak száma 806 fő (2022. január 1.). Maresches Préseau, Sepmeries, Villers-Pol és Artres községekkel határos.

## Népesség
A település népességének változása:
| Lakosok száma | 878  | 839  | 843  | 820  | 816  | 812  | 808  | 808  | 806  |
|               | 2013 | 2015 | 2016 | 2017 | 2018 | 2019 | 2020 | 2021 | 2022 |